# Todd Perry
Todd Perry (Adelaide, 17 marzo 1976) è un ex tennista australiano.

## Carriera
Passa tra i professionisti nel 1998 e si specializza nel doppio, la sua unica partita ufficiale in un torneo del Grande Slam in singolare si è tenuta agli Australian Open 2001 dove è entrato in tabellone grazie ad una wild-card.

Proprio nel 2001 ottiene il suo miglior ranking in singolare grazie alla 385ª posizione. In doppio invece ha conquistato 6 tornei raggiungendo nel maggio 2006 la 16ª posizione.

La maggior parte dei match di doppio li ha giocati in coppia con lo svedese Simon Aspelin, insieme ad Aspelin ha partecipato ad un quarto di finale infinito durante il Torneo di Wimbledon 2006. Il match contro Mark Knowles e Daniel Nestor si è concluso solo al quinto set con il risultato finale di 5-7, 6-3, 6-7, 6-3, 23-21.

## Statistiche

### Doppio

#### Vittorie (6)
| Legenda                     |
| Grande Slam (0)             |
| Tennis Masters Cup (0)      |
| ATP Masters Series (0)      |
| ATP Championship Series (1) |
| ATP Tour (5)                |

| Titoli per superficie |
| Cemento (4)           |
| Terra rossa (1)       |
| Erba (0)              |
| Sintetico (1)         |

| N° | Data             | Torneo                                           | Superficie  | Compagno       | Avversari in finale           | Punteggio         |
| 1. | 8 settembre 2003 | Brasil Open, Bahia                               | Cemento     | Thomas Shimada | Scott Humphries Mark Merklein | 6–2, 6–4          |
| 2. | 31 gennaio 2005  | International Tennis Championships, Delray Beach | Cemento     | Simon Aspelin  | Jordan Kerr Jim Thomas        | 6–3, 6–3          |
| 3. | 14 febbraio 2005 | RMK Championships, Memphis                       | Cemento     | Simon Aspelin  | Bob Bryan Mike Bryan          | 6–4, 6–4          |
| 4. | 23 ottobre 2006  | St. Petersburg Open, San Pietroburgo             | Sintetico   | Simon Aspelin  | Julian Knowle Jürgen Melzer   | 6–1, 7–6          |
| 5. | 1º gennaio 2007  | Next Generation Adelaide International, Adelaide | Cemento     | Wesley Moodie  | Novak Đoković Radek Štěpánek  | 6–4, 3–6, [15-13] |
| 6. | 16 aprile 2007   | Open de Tenis Comunidad Valenciana, Valencia     | Terra rossa | Wesley Moodie  | Yves Allegro Sebastián Prieto | 7–5, 7–5          |